# 母という名の女
 『母という名の女』（ははというなのおんな、スペイン語: Las hijas de Abril）は2017年のメキシコの映画である。ミシェル・フランコ監督。 2017年カンヌ映画祭のある視点部門で審査員賞を受賞。 

## プロット
17歳のバレリアは太い異父姉のクララと一緒に海辺の町、プエルト・バジャルタの別荘に住んでいる。同い年の少年、マテオの子を篭ってしまったバレリアは長い間疎遠になっていた母親・アブリルにこのことを知らせたくないが、クララが母親に密かに報告すると、アブリルはすぐに別荘にやってきて、妊娠中の娘の面倒を見る。 
しかし、孫娘のカレンが生まれた後も、アブリルは別荘を去る気配がなく、カレンを自分の子供のように世話し続ける。ある日、アブリルはバレリアとマテオとカレンの3人が海岸で仲睦まじく過ごす様子を見ると、カレンを娘夫婦から引き離して、勝手に養子縁組を結んでしまう。
その後、アブリルはカレンを別の町の女に預け、マテオだけにその秘密をうち明け、カレンのいる町に連れてやると誘う。

## 配役
- アブリル - エマ・スアレス
- バレリア - アナ・バレリア・ベセリル
- グレゴリオ - エルナン・メンドーサ
- ホルヘ - イワン・コルテス
- マテオ - エンリケ・アリソン
- クララ - ホアンナ・ラレキ

## 参考資料
1. ↑  Badt (2017年6月3日). “Michel Franco’s “April’s Daughter” Premieres at Cannes: Broken Families in the Mexican Sun”. Huffington Post. 2017年6月3日閲覧。
2. ↑  “The 2017 Official Selection”. Cannes (2017年4月13日). 2017年4月13日閲覧。
3. ↑  “2017 Cannes Film Festival Announces Lineup: Todd Haynes, Sofia Coppola, ‘Twin Peaks’ and More”. IndieWire (2017年4月13日). 2017年4月13日閲覧。
4. ↑  Lodge (2017年5月27日). “‘A Man of Integrity,’ ‘Wind River,’ ‘Barbara’ Take Un Certain Regard Awards at Cannes”. Variety. 2017年5月27日閲覧。
5. ↑  日本経済新聞社・日経BP社. “映画『母という名の女』 心の深淵、複雑な陰り｜エンタメ！｜NIKKEI STYLE”. NIKKEI STYLE. 2019年11月24日閲覧。